# ستيليانو
ستيليانو (بالإيطالية: Stigliano)‏ هي بلدية في مقاطعة ماتيرا في إقليم بازيليكاتا الإيطالي.

## السكان
في سنة 1861 بلغ عدد السكان 4٬948 نسمة، وتطور العدد ليصل في سنة 2011 لـ 4٬685 نسمة.
يظهر هذا المخطط البياني تطور النمو السكاني لـ ستيليانو